# Districtul Sattahip
Sattahip (în thailandeză สัตหีบ) este un district (Amphoe) din provincia Chonburi, Thailanda, cu o populație de 157.000 de locuitori și o suprafață de 348,122 km².

## Componență
Districtul este subdivizat în 5 subdistricte (tambon), care sunt subdivizate în 41 de sate (muban).
| Nr. | Nume          | În thailandeză | Sate | Locuitori |
| --- | ------------- | -------------- | ---- | --------- |
| 1.  | Sattahip      | สัตหีบ           | 09   | 72,715    |
| 2.  | Na Chom Thian | นาจอมเทียน      | 09   | 11,555    |
| 3.  | Phlu Ta Luang | พลูตาหลวง       | 08   | 30,355    |
| 4.  | Bang Sare     | บางเสร่         | 11   | 16,942    |
| 5.  | Samaesan      | แสมสาร         | 04   | 06,032    |